# Jean-Théodore Mergen
Johann Theodor (Jean-Théodore) Mergen (Limpertsberg, 8 december 1884 – Luxemburg-Stad, 16 juni 1942) was een Luxemburgs beeldhouwer.

## Leven en werk
Jean-Théodore Mergen was een zoon van beeldhouwer Johann Theodor (Théodore) Mergen (1841-1908) en Catharine Adam (1857-1924). Zijn vader had een beeldhouw- en marmeratelier bij Glacis (Limpertsberg). Mergen werd opgeleid aan de École d'artisans de l'État, als leerling van Jean-Baptiste Wercollier. Hij trouwde met Jeanne Peters (1892-1975).
Mergen beeldhouwde vooral funerair werk. In februari 1920 schreef Luxemburg een prijsvraag uit voor een Monument du Souvenir, ter herinnering aan de Luxemburgse militairen die omkwamen tijdens de Eerste Wereldoorlog. Claus Cito won de wedstrijd, Jean Mich behaalde de tweede en Mergen de derde plaats. Vanaf december 1921 zette Mergen de zaak van zijn vader voort. Hij was lid van de Cercle Artistique de Luxembourg en nam deel aan de jaarlijkse tentoonstellingen van de vereniging. In 1940 was hij met Michel Haagen en Michel Jungblut betrokken bij de heroprichting van de Société des Artistes Décorateurs du Grand-Duche de Luxemburg Ardeco, waarvan hij voorzitter werd.
Mergen overleed op 57-jarige leeftijd.

## Enkele werken
- 1932 uitvoering medaillonportret van Michel Rodange voor het Michel Rodange-monument (De Fiischen) aan de Place Guillaume II, stad Luxemburg, dat werd ontworpen door Jean Curot.
- bronzen reliëf voor het graf van de familie Blanc-Grimberger en hun zoon Pierre Blanc op de Cimetière Notre-Dame in Limpertsberg.
- Portrait idéal, witmarmeren buste in de collectie van het Musée National d'Histoire et d'Art.

## Fotogalerij

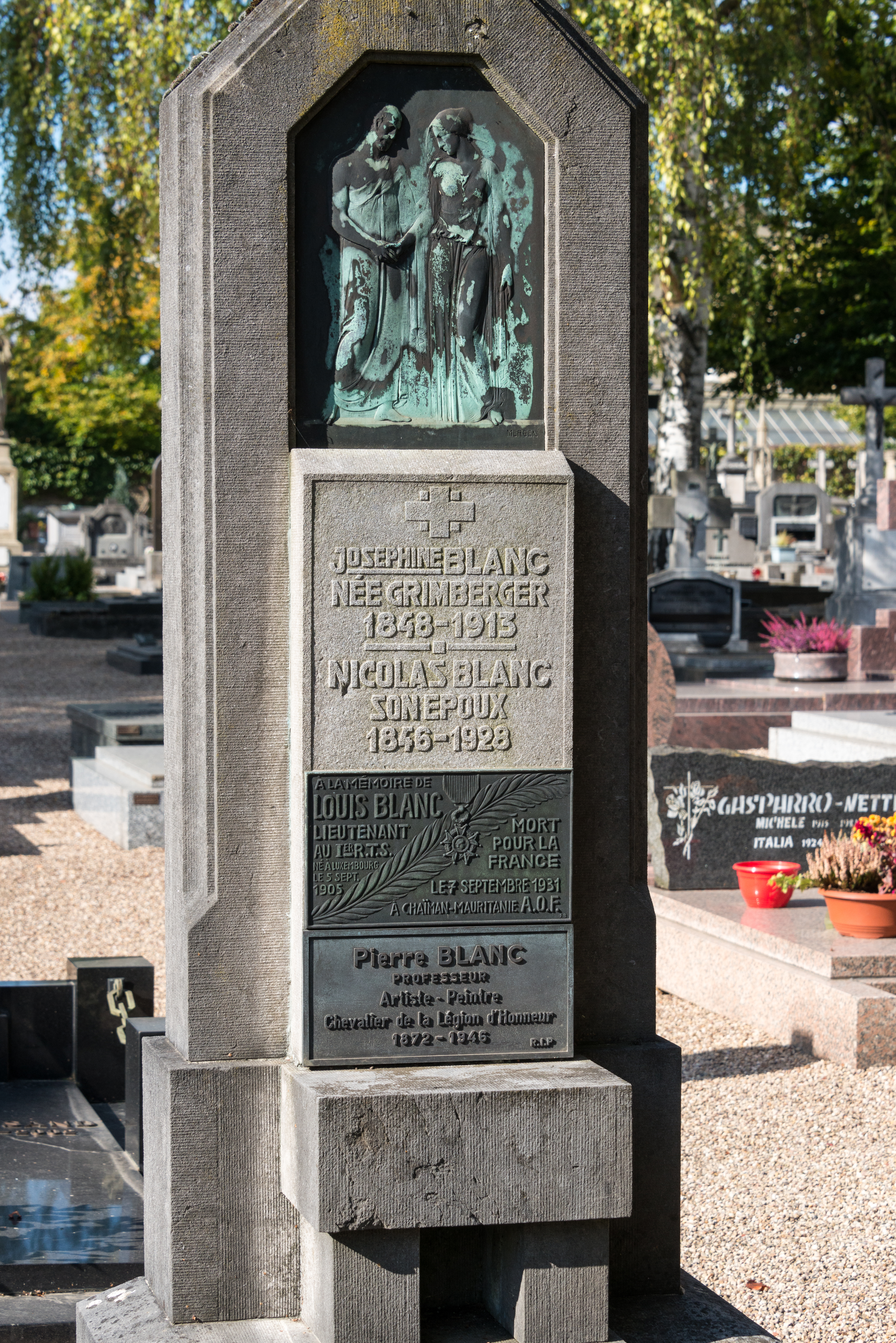
Blanc, Limpertsberg
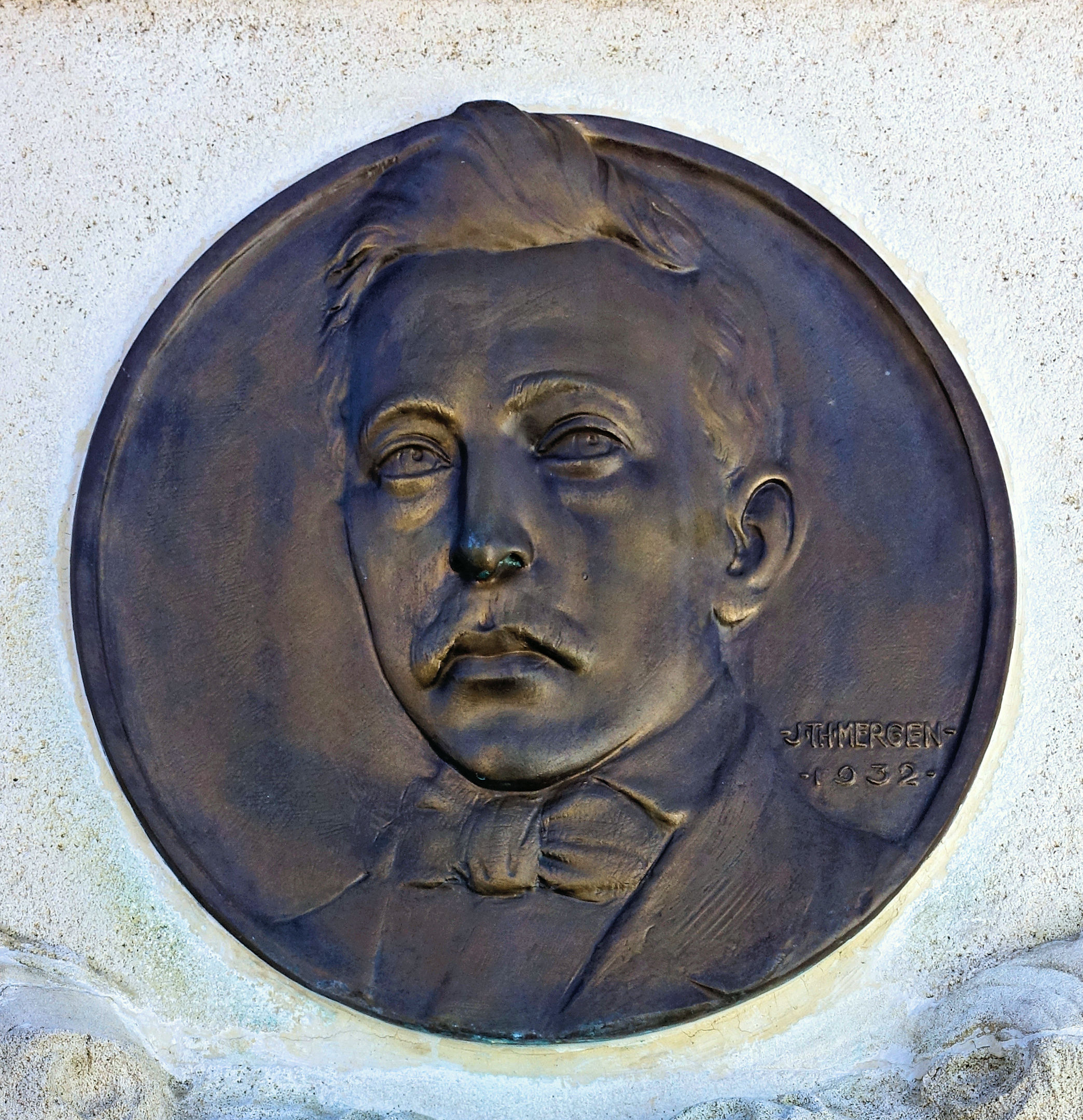
Rodange (1932), Luxemburg-Stad

- Musée national d'archéologie, d'histoire et d'art: lkl002049